# Mielewicze (rejon werenowski)
Mielewicze (biał. Мелевічы; ros. Мелевичи) – chutor na Białorusi, w obwodzie grodzieńskim, w rejonie werenowskim, w sielsowiecie Żyrmuny.
Dawniej wieś. W dwudziestoleciu międzywojennym leżały w Polsce, w województwie nowogródzkim, w powiecie lidzkim, w gminie Żyrmuny.